# Наибольшая общая подстрока
Наибольшая общая подстрока (англ. longest common substring) — подстрока двух или более строк, имеющая максимальную длину.
Формально, наибольшей общей подстрокой строк {\displaystyle s_{1},s_{2},\ldots s_{n}} называется строка {\displaystyle \left.w^{*}\right.}, которая удовлетворяет условию {\displaystyle \|w^{*}\|=\max(\{\|w\||w\sqsubseteq s_{i},i=1,\ldots n\})}, операция {\displaystyle w\sqsubseteq s_{i}} обозначает что строка {\displaystyle \left.w\right.} является (возможно несобственной) подстрокой строки {\displaystyle \left.s_{i}\right.}.
Решение задачи поиска наибольшей общей подстроки для двух строк {\displaystyle \left.s_{1}\right.} и {\displaystyle \left.s_{2}\right.}, длины которых {\displaystyle \left.m\right.} и {\displaystyle \left.n\right.} соответственно, заключается в заполнении таблицы {\displaystyle \left.A_{ij}\right.} размером {\displaystyle (m+1)\times (n+1)} по следующему правилу, принимая, что символы в строке нумеруются от единицы.
{\displaystyle \left\{{\begin{array}{rclr}A_{0j}&=&0,&j=0\ldots n,\\A_{i0}&=&0,&i=0\ldots m,\\A_{ij}&=&0,&s_{1}[i]\neq s_{2}[j],i\neq 0,j\neq 0,\\A_{ij}&=&A_{i-1j-1}+1,&s_{1}[i]=s_{2}[j],i\neq 0,j\neq 0.\end{array}}\right.}
Максимальное число {\displaystyle \left.A_{uv}\right.} в таблице это и есть длина наибольшей общей подстроки, сама подстрока:
{\displaystyle s_{1}[u-A_{uv}+1]\ldots s_{1}[u]} и {\displaystyle s_{2}[v-A_{uv}+1]\ldots s_{2}[v]}.
В таблице заполнены значения для строк SUBSEQUENCE и SUBEUENCS:
```
   
SUBSEQUENCE

  000000000000

S
 0
1
00
1
0000000

U
 00
2
0000
1
0000

B
 000
3
00000000

E
 00000
1
00
1
00
1

U
 00
1
0000
1
0000

E
 00000
1
00
2
00
1

N
 000000000
3
00

C
 0000000000
4
0

S
 0
1
00
1
0000000
```

Получаем наибольшую общую подстроку UENC.
Сложность такого алгоритма составляет O(mn).